# Elias Antônio de Morais
Elias Antônio de Morais, segundo barão de Duas Barras, (1840 — 1927) foi um nobre brasileiro.
Filho do primeiro barão de Duas Barras, João Antônio de Morais, casou-se com Georgina Augusta de Morais.
Agraciado barão em 24 de agosto de 1889.